# ISO 3166-2:SM
ISO 3166-2:SM — стандарт Международной организации по стандартизации, который определяет геокоды. Является подмножеством стандарта ISO 3166-2, относящимся к Сан-Марино.
Стандарт охватывает девять областей. Каждый код состоит из двух частей: кода ISO 3166-1 для Сан-Марино - SM и двухсимвольного номера, записанных через дефис.
Геокоды девяти областей Сан-Марино являются подмножеством кода домена верхнего уровня — SM, присвоенного Сан-Марино в соответствии со стандартами ISO 3166-1

## Геокоды первого и второго уровня для Сан-Марино

Геокоды провинций и территорий Сан-Марино
по стандарту ISO 3166-2:SM

Геокоды 9 областей административно-территориального деления Сан-Марино.
| Код   | Административная единица |         |
| ----- | ------------------------ | ------- |
| SM-01 | Аккуавива                | область |
| SM-06 | Борго-Маджоре            | область |
| SM-03 | Доманьяно                | область |
| SM-02 | Кьезануова               | область |
| SM-08 | Монтеджардино            | область |
| SM-07 | Сан-Марино               | область |
| SM-09 | Серравалле               | область |
| SM-04 | Фаэтано                  | область |
| SM-05 | Фьорентино               | область |

## Геокоды пограничных для Сан-Марино государств
- Италия — ISO 3166-2:IT (на севере, юге, западе и востоке).